# 2. mehanizirana gardijska brigada "Gromovi"
2. gardijska brigada "Gromovi" bila je jedna od gardijskih i najelitnijih postrojbi Hrvatske vojske. 

## Povijest brigade
2. gardijska brigada ustrojena je 15. svibnja 1991. u vojarni "Trstenik" u Rugvici gdje je formirano zapovjedništvo brigade i prva pješačka bojna „Crne mambe“, a njezina ratna zastava prvi se put zavijorila 28. svibnja na postrojavanju u Kranjčevićevoj. Prvotnu popunu brigade činili su pripadnici MUP-a, postrojbi za posebne namjene iz Lučkog, Rakitja
, Kumrovca, Vinice, Siska i Karlovca. Brigada je prvotno bila u sastavu MUP-a, odnosno Zbora narodne garde koji je bio temelj za stvaranje buduće Hrvatske vojske. Tako je i prvi naziv brigade bio 2. "A" brigada ZNG RH. Druga bojna ove brigade „Banijska oluja“ formirana je 3. lipnja u Sisku, a 21. lipnja 3. bojna „Banska legija“ u Dugoj Resi.

## Ratni put
Ratni put Gromova započeo je već početkom lipnja 1991. godine na mostu Mladosti u Zagrebu zaustavljanjem tenkova tadašnje JNA, istovremeno su dijelovi postrojbe u borbama kod Ljubova u Lici i Hrvatskom Pounju. Razmještaj njezinih postrojbi odredio je daljnji ratni put brigade. Sudjelovali su između ostalog i u obrani Karlovca, Duge Rese i Topuskog, u borbama na Banovini, branili su Petrinju, Sisak, Komarevo, Sunju... Tijekom 1991. godine u "bitci za Farkašić" oslobađaju značajan dio okupiranog teritorija na desnoj obali rijeke Kupe. Uz to, Gromovi su sudjelovali i u operacijama deblokade Južnog bojišta (operacija Tigar) te u Bosanskoj Posavini. Dali su i izniman doprinos u operaciji Maslenica, Bljesku, Oluji i Uni. 
U sastav 2. gardijske brigade 1. svibnja 1996. ulazi 81. gardijska bojna iz Virovitice, a tijekom 2003. u sklopu reorganizacije gardijskih brigada HKoV-a 2. gardijska brigada spojena je sa 7. gardijskom brigadom.
Ratni zapovjednici brigade bili su general-bojnik Božo Budimir, brigadir Vinko Ukota, brigadni general Drago Matanović i brigadni general Zvonko Peternel. Poslijeratni zapovjednici su stožerni brigadir Renato Romić, general bojnik Josip Stojković, stožerni brigadir Vjeran Rožić, brigadir Ivan Mihalina i brigadir Branko Predragović. Tijekom Domovinskog rata sjedišta brigade bila su u Trsteniku Nartskom, Dugom Selu, Sisku i Petrinji, a poslije rata sjedište brigade je u Petrinji.
Brigada ima svoju Vojnu kapelaniju koja nosi naslov po zaštitniku 2. gardijske brigade svetom Iliji Gromovniku. Vojni kapelan je don Antonio Mikulić. Dan vojne kapelanije obilježava se na blagdan sv. Ilije, 20. srpnja svake godine.
U petrinjskoj vojarni "Pukovnik Predrag Matanović" (nazvanoj po legendarnom zapovjedniku 2. pješačke bojne poginulom u operaciji Oluja),  Gromovi su 2000. godine izgradili spomen kapelicu Sv. Ilije Gromovnika. Na unutarnjim zidovima kapelice postavljene su slike i imena 203 poginulih i 5 nestalih pripadnika brigade u Domovinskom ratu. U brigadi je tijekom rata ranjeno i povrijeđeno 1200 pripadnika. Kroz brigadu je u Domovinskom ratu prošlo preko 9000 pripadnika.
Brigada je za osvjedočenu i pokazanu hrabrost, junaštvo te doprinos u obrani domovine, od Predsjednika RH i Vrhovnog zapovjednika odlikovana Redom kneza Domagoja s lentom, u prigodi 10. obljetnice ustrojavanja i Redom Nikole Šubića Zrinjskog na petnaestu godišnjicu Oružanih snaga RH. Dok je za 20. obljetnicu odlikovana Poveljom Republike Hrvatske za zaštitu mira i ustavnog poretka RH.

## Postrojba danas
U procesu preustroja OSRH, 2. gardijska brigada "Gromovi", ukomponirana je u sastav novostvorene Gardijske motorizirane brigade, zajedno s 1. brigadom "Tigrovi", 4. brigadom "Pauci" i 9. brigadom "Vukovi". Naziv i simbole brigade danas nosi 2. mehanizirana bojna "Gromovi" Gardijske motorizirane brigade.

## Vanjske poveznice
Udruga ratnih veterana 2. gardijske brigade "Gromovi"